# Saint-Julien-Boutières
Saint-Julien-Boutières är en kommun i departementet Ardèche i regionen Auvergne-Rhône-Alpes i sydöstra Frankrike. Kommunen ligger  i kantonen Saint-Martin-de-Valamas som ligger i arrondissementet Tournon-sur-Rhône. År 2015 hade Saint-Julien-Boutières 199 invånare.

## Befolkningsutveckling
Antalet invånare i kommunen Saint-Julien-Boutières
Referens: INSEE

## Galleri

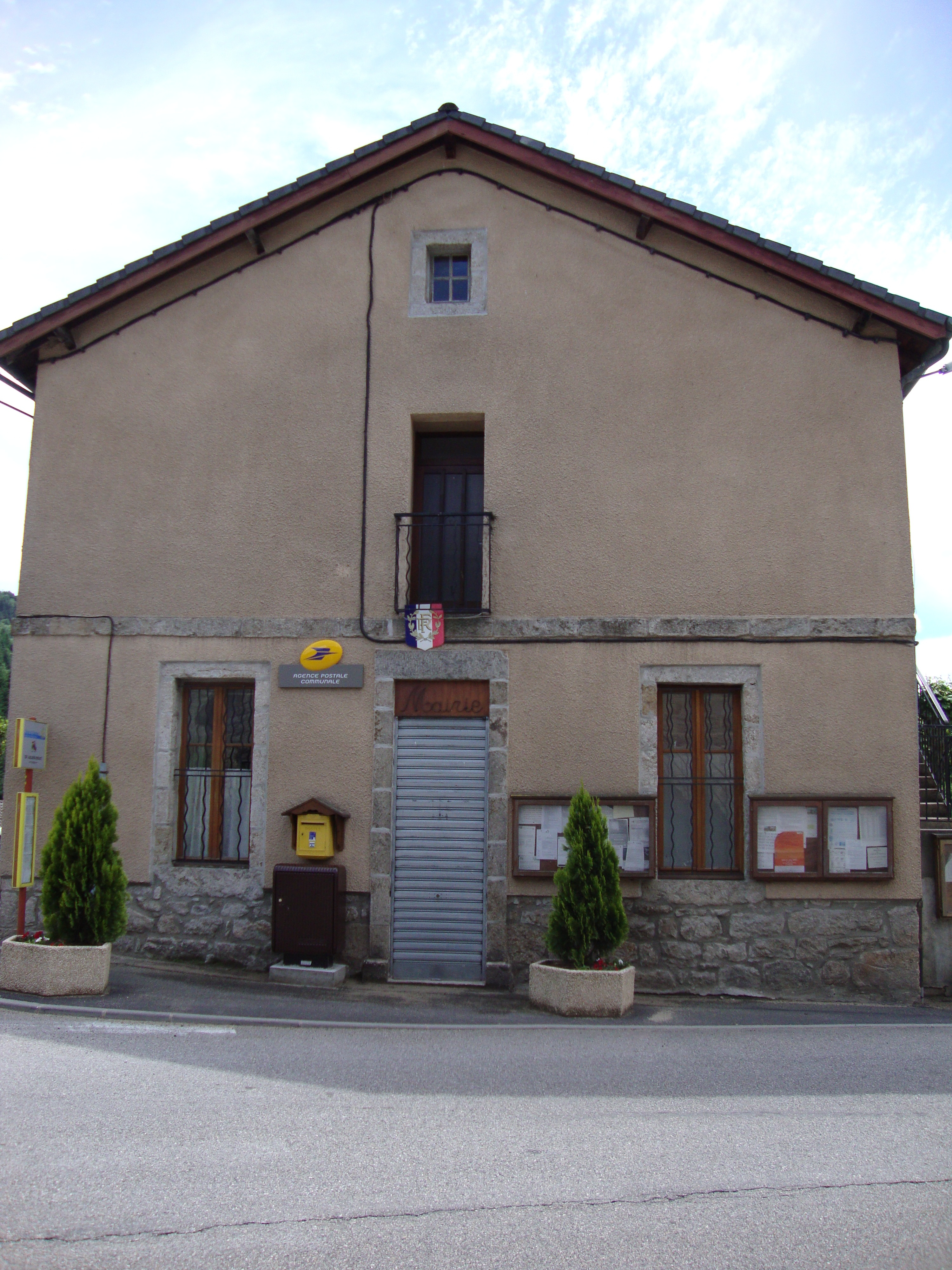
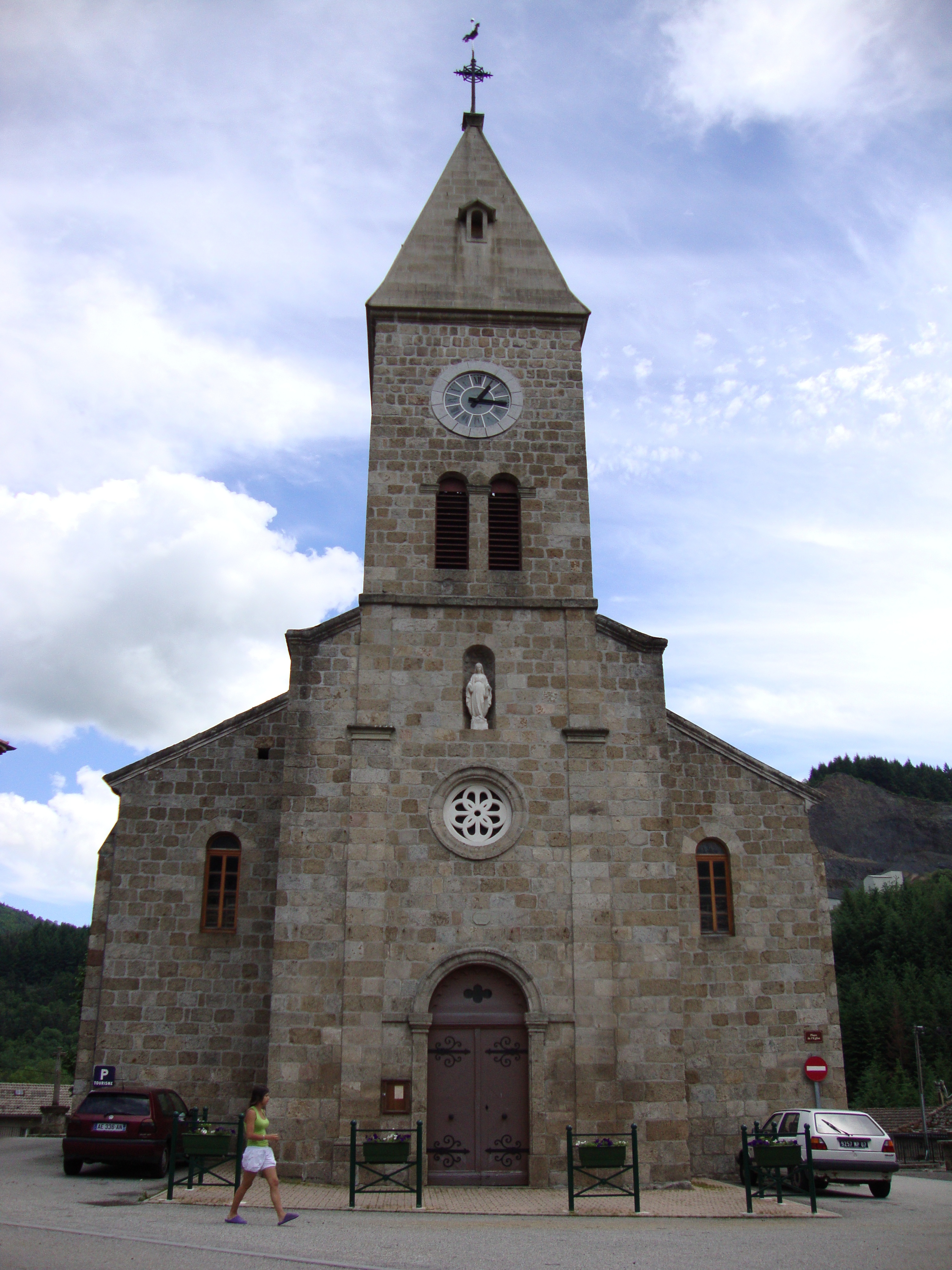
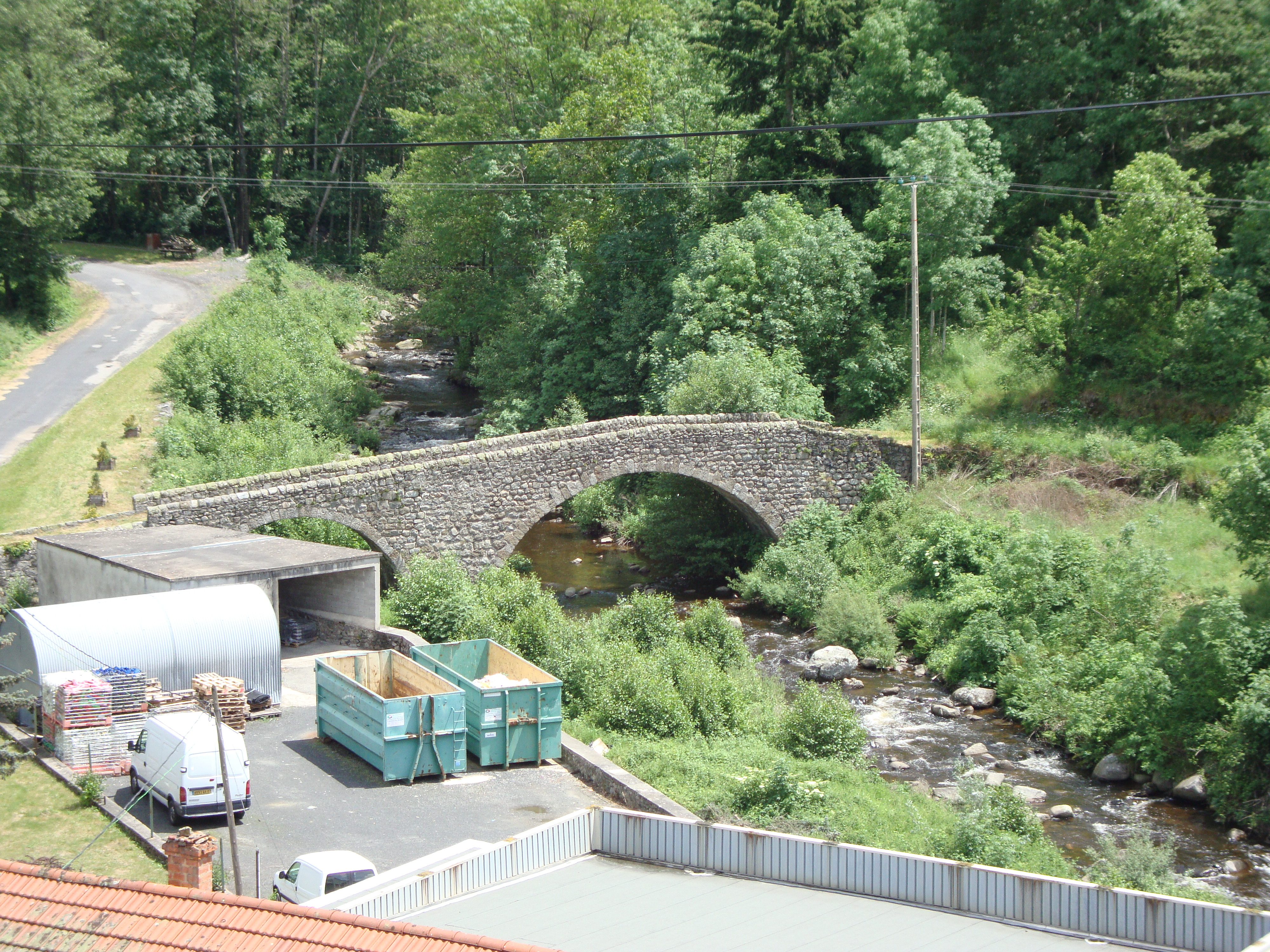